# كبريتات الكروم الثنائي
كبريتات الكروم الثنائي هو مركب كيميائي لاعضوي صيغته CrSO4، ويوجد في الشروط القياسية على هيئة صلب أزرق. يوجد هذا المركب غالباً مرتبطاً مع خمس جزيئات من الماء في بنيته البلورية (خماسي هيدرات) CrSO4·5 H2O؛ ويكون الكروم في حالة الأكسدة +2.

## التحضير
يحضّر المركب من معالجة فلز الكروم مع حمض الكبريتيك:
{\displaystyle {\ce {Cr + H2SO4 + 5 H2O -> CrSO4{.}5H2O + H2}}}
كما يمكن أن يحضّر من تفاعل أملاح الكبريتات مع أسيتات الكروم الثنائي؛ أو من اختزال كبريتات الكروم الثلاثي باستخدام فلز الزنك.

## الخواص
يوجد المركب في الشروط القياسية على هيئة صلب بلوري أزرق، وهو سهل الانحلال في الماء. إلا أن المحاليل المائية من الكروم الثنائي تكون سهلة التعرض لفعل الأكسدة بأكسجين الهواء لتتحول إلى مركبات الكروم الثلاثي الموافقة.
يتبنى الكروم الثنائي خماسي الهيدرات بنية جزيئية ثمانية السطوح في البنية البلورية لهذا المركب، ويتناسق مع ست ذرات من الأكسجين من الكبريتات ومن جزيئات الماء المحيطة.

## الاستخدامات
تستخدم محاليل الكروم الثنائي عموماً على هيئة مواد مختزلة في المختبرات الكيميائية أثناء تفاعلات الاصطناع العضوي.